# U-Bahn-Station Aegidientorplatz

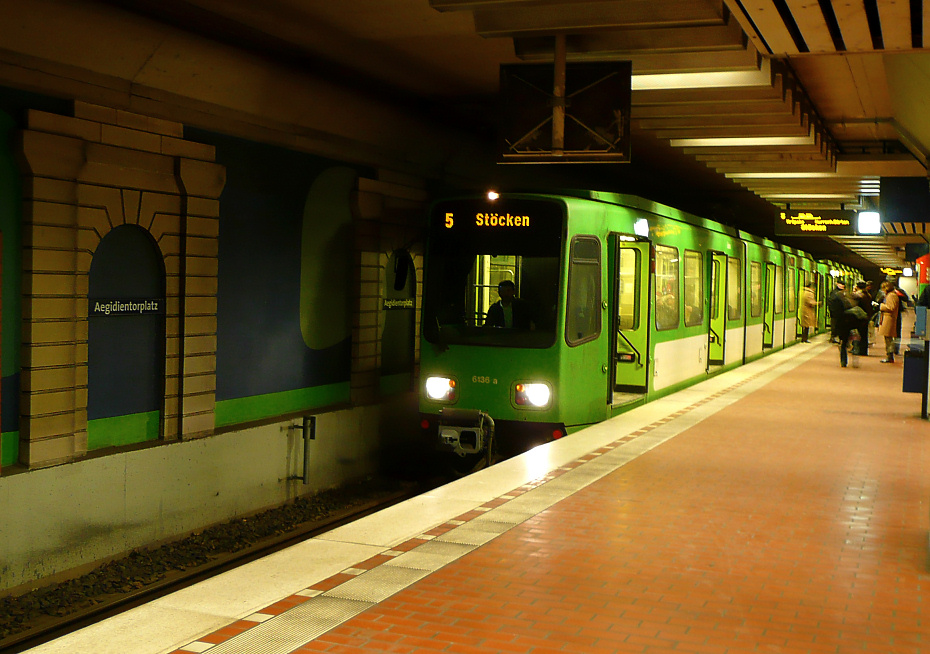
Bahnsteig -2-Ebene Fahrtrichtung Kröpcke

Die U-Bahn-Station Aegidientorplatz ([ɛːɡiːdiːɛntoːɐ̯plat͡s] ) ist eine der wichtigsten U-Bahn-Stationen der Stadtbahn Hannover. Sie befindet sich unter dem namensgebenden Aegidientorplatz im hannoverschen Stadtteil Mitte. Die Station verknüpft die B-Strecke mit der C-Strecke und hat zwei übereinander liegende Bahnsteige mit vier Gleisen für die Linien 1, 2, 8 [B-Tunnel], 4, 5, 6, 11 [C-Tunnel] sowie für Verstärkerzüge (E) Richtung Messe/Ost, Messe/Nord, HCC, Fuhsestraße/Bhf und Schlägerstraße.

## Geschichte
Die Station Aegidientorplatz wurde am 31. Mai 1981 für die B-Strecke in Betrieb genommen. Zunächst verkehrte nur eine Linie bis zur Station Schlägerstraße, die oberirdische Straßenbahnstrecke über die Hildesheimer Straße blieb noch in Betrieb. Am 26. September 1982 wurde die komplette B-Süd-Strecke in Betrieb genommen und die oberirdische Strecke stillgelegt. Zugleich wurde der C-Teil der Station Kröpcke in Betrieb genommen, die Linie 1 wendete nunmehr dort, nachdem sie nördlich der Station Aegidientorplatz von der B- auf die C-Strecke gewechselt hatte. In Gegenrichtung erfolgte der Streckenwechsel südlich der Station.
Am 24. September 1989 wurde der C-Ost-Tunnel eingeweiht, so dass die Station damit vollständig in Betrieb war. Im Jahr 1995 wurde das Liniennetz reformiert. Alle Linien fuhren jetzt streckenrein, so dass das verspätungsanfällige Wechseln einer Linie von einer Strecke auf die andere nicht mehr erforderlich war. Durch eine entsprechende Fahrplangestaltung kommen in der Regel immer eine Bahn der B- und der C-Strecke gleichzeitig an, so dass zeitsparend umgestiegen werden kann.
Eigentümerin der hannoverschen U-Bahn-Stationen ist seit 2001 die Infrastrukturgesellschaft Region Hannover.

## Beschreibung

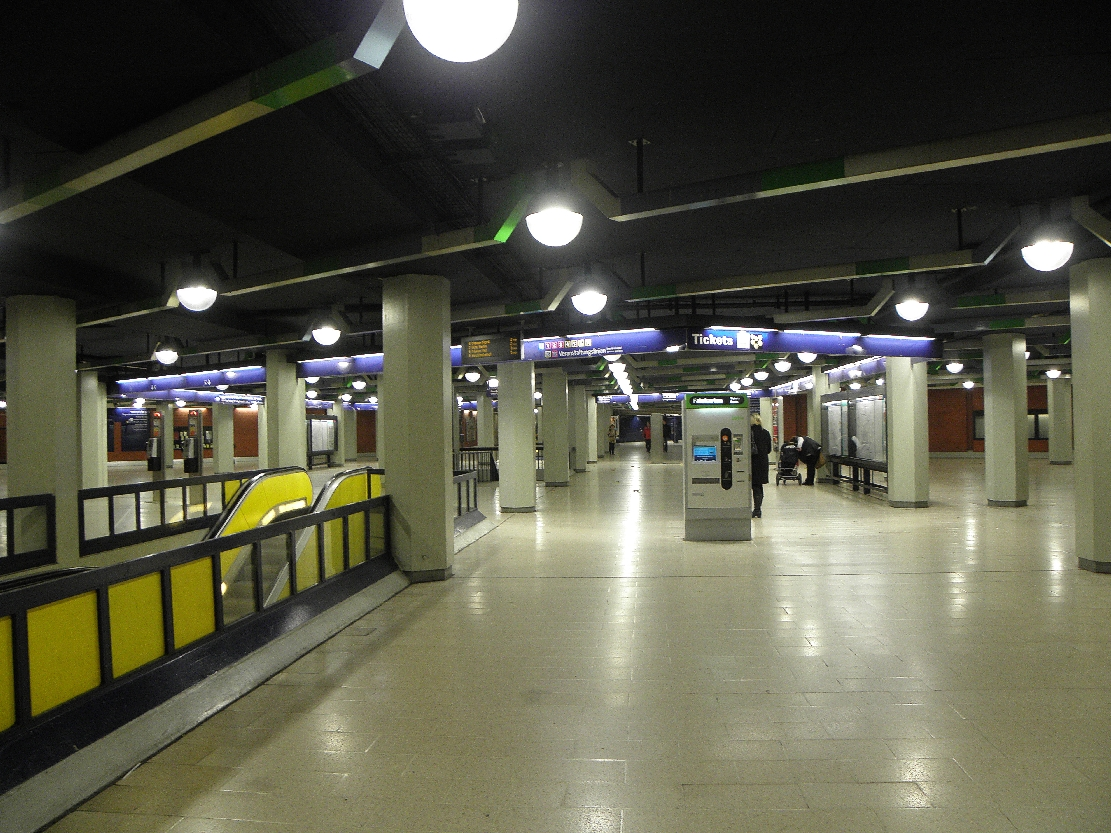
Verteilerebene -1

Die Station Aegidientorplatz ist eine Umsteigestation für die Linien der B- und der C-Strecke. An zwei übereinanderliegenden Richtungsbahnsteigen kann barrierefrei umgestiegen werden. Die Station war von Anfang an mit Aufzügen ausgestattet.
Auf der -1-Ebene befindet sich die Verteilerebene. Zu ihr bestehen mehrere Zugänge: am Theater am Aegi (Richtung Hildesheimer Straße und Richtung Friedrichswall, jeweils mit Rolltreppe), an der Breiten Straße (mit Rolltreppe), der Georgstraße (mit Aufzug und Rolltreppe), am Torhaus am Aegi (mit Rolltreppe), sowie am Schiffgraben (beidseitig). Am Ausgang zur Hildesheimer Straße befindet sich an der Wand eine große Reproduktion der Ansicht des Aegidientores um 1620 von Arnold Nöldeke. Ferner befindet sich auf dieser Ebene eine kostenlos benutzbare Toilette.
Am Bahnsteig der -2-Ebene fahren die Bahnen aller Linien stadteinwärts, nächste Station ist Kröpcke.
Auf der untersten Ebene (−3) fahren die Bahnen auf der B-Strecke in Richtung Hildesheimer Straße, nächste Station ist Schlägerstraße. Die Bahnen auf der C-Strecke fahren in einem großen Bogen unter der Südstadt zur Station Marienstraße.
Die Stationswände sind mit historischen Tordarstellungen als dekorativen Elementen versehen.
Zwischen der B- und der C-Strecke bestehen in beiden Richtungen Gleisverbindungen zum Wechseln zwischen den beiden Strecken, was jedoch im Linienbetrieb nicht mehr praktiziert wird.

## Linien
| Linie | Verlauf | Takt |
| ----- | --- | --- |
| 1     | Langenhagen – Berliner Platz – Büttnerstraße – Niedersachsenring – Hauptbahnhof – Kröpcke – Aegidientorplatz – Altenbekener Damm – Peiner Straße – Bothmerstraße – Laatzen/Eichstraße (Bahnhof) – Laatzen/Zentrum – Laatzen – Rethen/Pattenser Straße – Gleidingen – Heisede – Sarstedt                                                                            | 10 min (Langenh.–Laatzen werktags) 15 min (Langenh.–Laatzen sonn-/feiertags) 20 min (Laatzen–Sarstedt werktags) 30 min (Laatzen–Sarstedt sonn-/feiertags) |
| 2     | Alte Heide – Bahnstrift – Vahrenheider Markt – Büttnerstraße – Niedersachsenring – Hauptbahnhof – Kröpcke – Aegidientorplatz – Altenbekener Damm – Peiner Straße – Bothmerstraße – Laatzen/Eichstraße (Bahnhof) – Laatzen/aquaLaatzium – Laatzen/Ginsterweg – Rethen – Gleidingen                                                                                  | 10 min (Alte Heide–Peiner Str werktags) 20 min (Peiner Str–Gleidingen werktags) 15 min (sonn-/feiertags)                                                  |
| 4     | Garbsen – Auf der Horst – Marienwerder/Wissenschaftspark − Freudenthalstraße – Bahnhof Leinhausen – Herrenhäuser Gärten – Leibniz-Universität – Königsworther Platz – Steintor – Kröpcke – Aegidientorplatz – Marienstraße – Braunschweiger Platz – Clausewitzstraße – Kantplatz – Nackenberg – Bahnhof Karl-Wiechert-Allee – Medizinische Hochschule – Roderbruch | 10 min (werktags) 15 min (sonn-/feiertags) |
| 5     | Stöcken – Freudenthalstraße – Bahnhof Leinhausen – Herrenhäuser Gärten – Leibniz-Universität – Königsworther Platz – Steintor – Kröpcke – Aegidientorplatz – Marienstraße – Braunschweiger Platz – Clausewitzstraße – Kantplatz – Nackenberg – Tiergarten – Anderten                                                                                               | 10 min (werktags) 15 min (sonn-/feiertags) |
| 6     | Nordhafen – Hainhölzer Markt – Bahnhof Nordstadt – An der Strangriede – Christuskirche – Steintor – Kröpcke – Aegidientorplatz – Marienstraße – Braunschweiger Platz – Kinderkrankenhaus auf der Bult – Brabeckstraße – Kronsberg – Messe/Ost (EXPO-Plaza) | 10 min (werktags) 15 min (sonn-/feiertags) |
| 8     | (Dragonerstraße –) (nur HVZ) Hauptbahnhof – Kröpcke – Aegidientorplatz – Altenbekener Damm – Peiner Straße – Bothmerstraße – Stadtfriedhof Seelhorst – Am Mittelfelde – Messe/Nord | 10 min (werktags) 15 min (sonn-/feiertags) |
| 11    | Haltenhoffstraße – An der Strangriede – Christuskirche – Steintor – Kröpcke – Aegidientorplatz – Marienstraße – Braunschweiger Platz – Clausewitzstraße – Hannover Congress Centrum – Zoo | 10 min (werktags) 15 min (sonn-/feiertags) |